# Travanca (Cinfães)
Travanca ist eine Gemeinde (Freguesia) im portugiesischen Kreis Cinfães. In ihr leben 712 Einwohner (Stand 19. April 2021).